# Grafschaft Blankenburg
Die Grafschaft Blankenburg war ein weltliches Territorium des Heiligen Römischen Reiches auf dem Gebiet der heutigen Bundesländer Niedersachsen und Sachsen-Anhalt. Durch Erbteilung wurde von ihm im 13. Jahrhundert ein Teil als Grafschaft Regenstein abgetrennt.

## Geschichte

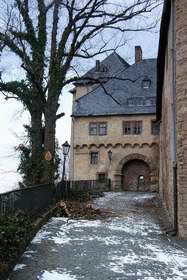
Schloss Blankenburg (Harz)

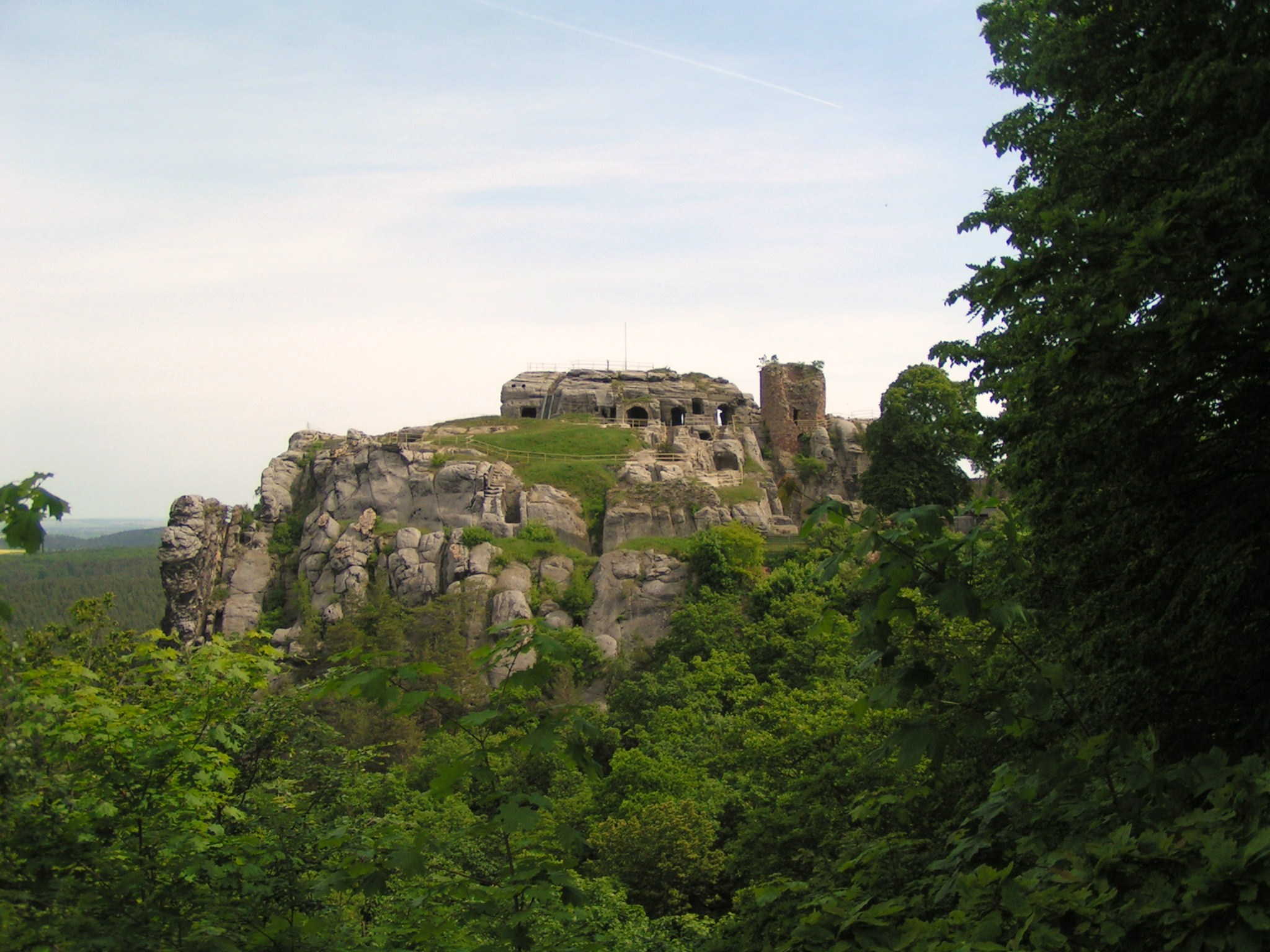
Burg Regenstein

Die Burg Blankenburg wurde 1123 als Besitz des Herzogs von Sachsen bezeugt. Seit 1128 ist ein Ministraler der Welfen Poppo I. von Blankenburg als Graf über den östlichen Harzgau bezeugt. Er war verwandt mit den Grafen von Northeim und verschwägert mit Kaiser Lothar von Supplinburg (1125–1137). Im Jahr 1167 wird die Burg Regenstein, vier Kilometer nördlich der Blankenburg gelegen, erstmals erwähnt. Nach Sturz Heinrichs des Löwen wurden die Grafen Vasallen des Hochstifts Halberstadt. In der Folge war die Lehnsherrschaft unklar zwischen dem Hochstift Halberstadt und den Welfen. So waren 1202/1203 und 1344 Burg und Stadt Blankenburg sowie Burg Regenstein welfisches Lehen. Im Jahr 1311 galt das Gebiet jedoch als Lehen von Halberstadt. Die Grafen legten 1195/1203 die Stadt Blankenburg zu Füßen der Burg an. Im 13. und 14. Jahrhundert war das Gebiet zeitweise auf die drei Linien Blankenburg, Regenstein und Heimburg verteilt. In der Mitte des 14. Jahrhunderts erfolgte die Wiedervereinigung in der Linie Heimburg. Den Grafen gelang es aber nicht, sich aus der Lehnsabhängigkeit von Halberstadt zu lösen.
Daher fiel nach dem Tode von Johann Ernst, des letzten Grafen von Blankenburg, dessen Besitz als apertes (= eröffnetes) Lehen 1599 an Heinrich Julius von Braunschweig-Wolfenbüttel, der zugleich als postulierter Bischof Administrator des Hochstifts Halberstadt war. Er gab die Lehngüter, soweit sie halberstädtisches Lehen waren, sogleich wieder aus, und zwar an seinen Sohn Friedrich Ulrich, der sie dann an seinen Bruder, Herzog Christian, den „tollen Halberstädter“, weitergab. Wenige Jahre nach Beginn des Dreißigjährigen Krieges (1624) kam die Grafschaft Blankenburg – ohne den Regenstein – als kaiserliches Pfand an Max von Waldstein, der sie 1629 an den kaiserlichen Feldherrn Johann II., Grafen von Merode überließ. Nachdem das Kriegsglück sich gewendet hatte, nahm Friedrich Ulrich die Grafschaft 1631 (gegen eine Abfindung an Merode) wieder in Besitz und vererbte sie 1634.
Christian Wilhelm von Brandenburg gab als Administrator des Bistums das Lehen über die Burg Regenstein 1626 an die Grafen von Tettenbach. 1642 wurde Graf Tettenbach auch mit dem Rest der Grafschaft Blankenburg, nämlich den braunschweigischen Anteilen, belehnt. Nach der Hinrichtung Tettenbachs (1671) konnten die Welfen nur diese Anteile als heimgefallen an sich bringen, während der Regensteinische Anteil an das Haus Brandenburg als Fürsten von Halberstadt kam. Der Hauptteil des Gebietes, dessen Inhaber zeitweilig Mitglied im westfälischen Reichsgrafenkollegium war, wurde 1690 Juniorlinie von Braunschweig-Wolfenbüttel.
Ludwig Rudolf von Braunschweig-Wolfenbüttel erhielt das Schloss und die Grafschaft 1690 als Apanage, die 1707 zum Fürstentum erhoben wurde. 1705 begann der Umbau des Renaissanceschlosses zur barocken Residenz durch den Landesbaumeister Hermann Korb. Die Umbauten sahen eine schlichtere und klarere Gliederung der äußeren Form vor und dauerten bis 1731. 
Seit 1731 war das Fürstentum dauernd mit Braunschweig-Wolfenbüttel in Personalunion verbunden, blieb jedoch bis 1805 selbständiger Reichsstand.
Auch im 19. und 20. Jahrhundert gehörte das Gebiet zum Herzogtum Braunschweig. Der Landkreis Blankenburg kam nach 1945 fast vollständig zum Land Sachsen-Anhalt.

## Territorium
Die Grafschaft Blankenburg bildete bis 1945 einen eigenen Verwaltungsbezirk des Landes Braunschweig und kam durch die Grenzziehung zwischen britischer und sowjetischer Zone überwiegend an das Land Sachsen-Anhalt. Benachbarte Herrschaften waren:
- im Norden die Grafschaft Wernigerode und das Hochstift Halberstadt,
- im Südosten die anhaltischen Fürstentümer,
- im Süden die Grafschaft Hohnstein,
- im Westen das Stift Walkenried.

## Personen
- Poppo I. von Blankenburg (* um 1095; † 1161 oder 1164), Graf von Blankenburg
- Reinhard von Blankenburg († 1123), von 1107 bis 1123 Bischof von Halberstadt
- Hermann von Blankenburg, Bischof von Halberstadt (1296–1303)
- Burchard II. von Blankenburg († 1305), Erzbischof von Magdeburg
- Albrecht II. von Regenstein (* um 1293; † 1349), Graf von Regenstein
- Ulrich X. von Regenstein-Blankenburg (* 1499; † 1551), Graf von Blankenburg und Regenstein
- Elisabeth von Regenstein-Blankenburg, (* 1542; † 1584), Äbtissin von Quedlinburg
- Ludwig Rudolf von Braunschweig-Blankenburg, (* 1671; † 1735), Fürst von Blankenburg, später Herzog von Braunschweig-Wolfenbüttel